# Iteaphila setosa
Iteaphila setosa är en tvåvingeart som först beskrevs av Mario Bezzi 1925.  Iteaphila setosa ingår i släktet Iteaphila, ordningen tvåvingar, klassen egentliga insekter, fylumet leddjur och riket djur.
Artens utbredningsområde är Libya. Inga underarter finns listade i Catalogue of Life.